# Coregonus lutokka
Coregonus lutokka (ludoga) is een straalvinnige vissensoort uit de familie van de zalmen (Salmonidae) en de onderfamilie van de houtingen. Het is een endemische soort in Europees Rusland.

## Taxonomie
De wetenschappelijke naam van de soort is voor het eerst geldig gepubliceerd in 2005. De soort werd (onvolledig en daarom niet geldig) beschreven in 1948 door Lev Semenovich Berg als ondersoort van de grote marene (C. lavaretus ludoga).

## Kenmerken
Deze soort verschilt van de grote marene onder andere door het meer gedrongen uiterlijk en het kleine aantal kieuwboogaanhangsels. Bij deze soort is dat 20 tot 35, maar meestal 23 tot 24 in het Ladogameer en 30 in het Onegameer (bij de grote marene meestal 33 tot 42). Deze vissoort is verder in zowel Europees Rusland als in Siberië in diverse meren uitgezet.

## Verspreiding en leefgebied
De soort komt alleen voor in het Ladogameer en het Onegameer. In de zomer vormen ze grote scholen, in het Ladogameer voornamelijk langs de zuidelijke kusten. Ze paaien in de herfst in ondiep water boven stenige waterbodems of grind. In de winter trekken ze naar dieper water. In het Ladogameer worden de vissen dan vooral in het noordelijk deel aangetroffen. Over het gedrag in het Onegameer is minder bekend.

## Status
Het is de meest voorkomende houtingsoort in het Ladoga- en Onegameer en er bestaat een uitgebreide beroepsvisserij op deze vissoort. Er zijn geen schadelijke effecten op de populatiegrootte bekend daarom staat deze soort als niet bedreigd op de Rode Lijst van de IUCN.